# Ә
Ә, ә は、キリル文字のひとつ。カザフ語、ドンガン語、タタール語、ウイグル語で使用されているほか、アゼルバイジャン語・トルクメン語、チワン語で使用されていた。

## 呼称
- ロシア語ではыо。
- アブハズ語ではақьышәхаргьежьратә дырга
- Unicode名ではCYRILLIC LETTER SCHWA.

## 音素
- [æ],[ə],[a]

- アブハズ語ではгә、дә、кә などの形で用いられ、直前の子音が唇音化することを表す。

## アルファベット上の位置
- ドンガン語をキリル文字で表記する時の第8字母。
- アゼルバイジャン語をキリル文字で表記する時の第8字母。
- タタール語をキリル文字で表記する時の第2字母。
- トルクメン語をキリル文字で表記する時の第32字母。
- アブハズ語をキリル文字で表記する時の第64字母。

## Әに関する諸事項
- ドンガン語では、1932年から1953年までラテン文字表記用の拡張文字として使用された。1953年からはキリル文字表記用の拡張文字として使用されている。[ə]を表す。

- アゼルバイジャン語は、1940年にラテン文字表記からキリル文字表記に改められた。1991年に、再びラテン文字の復活が決定され、2003年からキリル文字による表記は廃止された。（アゼルバイジャン語の項から趣意を抜粋）

- タタール語は、1939年にラテン文字表記からキリル文字表記に改められた。1999年に、再びラテン文字の復活が決定され、2001年から実行に移されたものの、ロシア連邦上院により「ロシアの言語はキリル文字である必要がある」と規定され移行は進んでいない（タタール語の項から趣意を抜粋）

- トルクメン語は伝統的にアラビア文字で書かれてきたが、ソビエト連邦時代にはキリル文字を使用した。1991年に独立した後、ラテン文字の正書法が制定され、移行が進められている（トルクメン語の項から趣意を抜粋）。

- チワン語では、1957年から1981年までラテン文字表記用の拡張文字として使用された。短母音の[a]を表した。1981年以降はaeと綴る方法に改められた。

## 符号位置
| 大文字 | Unicode | JIS X 0213 | 文字参照        | 小文字 | Unicode | JIS X 0213 | 文字参照        | 備考 |
| ------ | ------- | ---------- | --------------- | ------ | ------- | ---------- | --------------- | ---- |
| Ә      | U+04D8  | ‐          | &#x4D8; &#1240; | ә      | U+04D9  | ‐          | &#x4D9; &#1241; |      |